# Pierre Le Cornu
Pierre Le Cornu, ligueur et gouverneur de Craon, sieur du Plessis de Cosmes, militaire français, mort en 1612.

## Biographie

### Origine
Pierre Le Cornu, appartenait à une très vieille famille du Bas-Maine, qui portait d'abord le nom de Le Diable et qui changea son nom en celui de Le Cornu, vers 1330.

### Famille
Veuf de Perronnelle du Hallay, épousée en 1571, convola le 22 février 1583 avec Anne de Champagné, qui demeurait au château de Thévalles, fille de Jean de Champagné.

### Gouverneur de Craon
Terrible capitaine ligueur, il " visita " et ravagea les châteaux de tous les huguenots ou royaux du Craonnais. Après la mort d'Henri III, les habitants de Craon purent s'emparer du château de leur cité. Après la mort de Groulay, Urbain de Bois-Dauphin et Mercœur avaient confié le commandement du château et de la ville de Craon à l'un des hommes les plus intrépides de ce temps.
Confirmé dans cette charge par Charles de Bourbon, le 10 décembre 1589, Le Cornu réorganisa la ville de Craon ; il lui donna un état de défense permanent tout en supprimant l'ancien château ; Il y tiendra tête aux royaux pendant neuf années. 
Puis il passera ensuite la majeure partie de son temps à faire des courses dans tout le Craonnais et à ruiner les châteaux huguenots et même ceux des catholiques lorsque ces derniers pouvaient être utilisés par l'ennemi.

### Rude capitaine
Il joignait aux qualités de l'homme de guerre les goûts et les habitudes d'un chef de bandits : l'assassinat, le vol, le pillage semblent n'avoir été pour lui que des jeux. Le château de Craon ne fut pas seulement une place forte de l'Union, ce fut un repaire de voleurs qui pillèrent et rançonnèrent le pays. Ils poussèrent leurs excursions jusqu'aux portes d'Angers.
Quelque temps avant que Bois-Dauphin lui confiât la défense de Craon, du Plessis s'était déjà fait connaître par un odieux assassinat.
Au mois de juin 1589 il avait résolu de surprendre le château de Lassay qui tenait pour le roi et où commandait Hurault de Villeluisant, neveu de Hurault de Cheverny, chancelier de France. Un prêtre avertit du Plessis des habitudes du commandant de Lassay. Du Plessis se cache avec ses hommes dans les environs et pendant que Villeluisant assiste à l'office divin célébré par le prêtre qui l'a trahi, les ligueurs pénètrent dans la chapelle, se jettent sur lui et le tuent au pied même de l'autel, avec quelques-uns de ses domestiques. Mais du Plessis en fut pour ce meurtre ; l'alarme avait été donnée au château et il ne put s'en rendre maître.
À cet assassinat de Lassay, du Plessis vint bientôt ajouter celui de Montjean, plus odieux, plus exécrable encore.

### Drame de Montjean (1591)
Le château de Montjean fut le théâtre d'un drame où le rôle de Le Cornu fut des plus odieux. Il réussit à y surprendre Jean de Criquebœuf, catholique, qui était devenu son ennemi personnel à la suite d'un duel dans les faubourgs de Laval, et son rival en tant que ligueur. Cricquebœuf fut mortellement blessé d'un coup de dague au ventre le 16 octobre 1591.
Ce crime abominable commis au mépris de l'amitié jurée sur un vieillard de soixante dix ans, eut un grand retentissement et souleva une violente indignation. Madame de Criquebœuf en poursuivit énergiquement la punition ; elle obtint du roi un permis d'informer contre du Plessis et ses complices. Le juge de Laval fit des enquêtes ; les informations furent portées devant le parlement qui était à Tours et un décret de prise de corps contre du Plessis fut donné le 15 février 1592. Mais à cause des troubles il ne put être mis à exécution.

### Proposition de paix
Sa défense de Craon contre l'armée de Dombes et de Conti, en 1592, fut héroïque. Un des derniers avec une poignée de soldats aguerris et quelques volontaires, il tint contre Henri victorieux et fit flotter le drapeau de l'Union dans l'Anjou et le Maine. 
Le 23 mai 1592, la victoire des catholiques à Craon fut le propre triomphe de Pierre Le Cornu. À cette époque, tous les chefs s'étaient soumis à Henri IV converti au catholicisme mais le capitaine conservait toujours sa position à Craon, "continuant ses courses et faisant des prisonniers comme au bon temps de la guerre, sans s'inquiéter s'ils avalent des lettres de sauvegarde ".  Après la bataille de Craon, Laval étant tombé au pouvoir des ligueurs, du Plessis en profita pour faire disparaître la minute des premières informations concernant la drame de Montjean; il força le greffe de Laval et s'empara de toutes les pièces de la procédure.
Il fit ses propositions de paix à Toury (Beauce) le 21 février 1598 tout en se préoccupant autant de la sécurité de ses partisans que la sienne propre. Il réussit à obtenir tout ce qu'il réclamait, y compris le gouvernement de Craon. Une lettre de cachet de sa royale majesté, datée du 18 mars 1599, lui signifiait " avoir agréable sa soumission ".

### Punition?
En 1599, il était tranquillement à Paris. Claude de Saint-Melaine, dame de Criquebœuf qui poursuivait son désir de vengeance, obtint du roi que du Plessis serait, en vertu de l'arrêt du parlement, enfermé à la conciergerie du palais (2 avril) et que les poursuites seraient reprises ; mais du Plessis prétexta d'une maladie et fut relâché d'autant que les premières informations détruites par lui ne se retrouvaient plus. Il retrouva la liberté le 25 mai 1599.
Un arrêt du parlement du 19 août 1599 autorisa la dame de Criquebœuf à poursuivre de nouveau contre du Plessis et ses complices. Défense fut faite à du Plessis de sortir de Paris, à peine d'être convaincu des faits à lui imputés et permission fut accordée à madame de Criquebœuf de faire exécuter la prise de corps contre les autres complices « attendu qu'ils sont vagabonds et sans domicile et même menacent de quitter la France. » L'information eut lieu et une deuxième enquête fut faite au lieu de la Daguerie voisin du château de Montjean, par Denis Couesmier sergent royal à Laval, le 6 septembre 1599. Plus de vingt témoins furent entendus et rapportèrent tous les faits. Le plus important fut Antoinette du Bois-Halbrant, âgée alors de 33 ans, épouse de Daniel de Pouchère sieur de Harpont et demeurant avec lui à la grande Valinière, commune de Courbeveille. Elle donna tous les détails de ce drame où elle avait joué un rôle ; elle fit connaître tout ce qui s'était passé dans cette nuit fatale dont elle ne pouvait perdre le souvenir. 
Du Plessis fut condamné à payer à madame de Criquebœuf une grosse somme d'argent et ne déroba sa tête au supplice qu'à la faveur de l'édit de Sa Majesté qu'il allégua pour sa défense. 
Il revint habiter Cosmes. Il y trouva son Château du Plessis de Cosmes dévasté. Il se fit donc bâtir le manoir de Bon-Repos où il mourut en 1612. Il voulut être enterré dans l'église de Cosmes, à deux pieds des marches du grand-autel, du côté de l'épître, où vint le rejoindre sa femme Anne de Champagne en 1636. 
Celle-ci qui avait fait un testament à Paris en 1633. Les religieuses du Monastère de Patience de Laval font, dans la suite, des embellissements et agrandissements à leur église, et reçoivent le 23 juin 1636, d'Anne de Champagne, veuve de Pierre Le Cornu, une somme de 1 000 livres.